# Vasilios Gordeziani
Vasilios Gordeziani (en griego: Βασίλειος Γκορντεζιάνι; en georgiano: ვასილიოს გორდეზიანი; Salónica, Grecia, 29 de enero de 2002) es un futbolista georgiano que juega de delantero en el F. K. Sarajevo de la Liga Premier de Bosnia y Herzegovina.

## Trayectoria
Lleva en el PAOK desde 2014 y cada año ha mejorado notablemente. Es un atacante, que también puede jugar igual de bien en ambas bandas. Es un jugador fuerte e impetuoso, con unas características físicas impresionantes, que lucha excepcionalmente de espaldas a la portería. También tiene un gran olfato de gol, y produce muy buenas estadísticas y asistencias. Fue titular con la selección sub-15 y, por supuesto, con la sub-19.
El 3 de febrero de 2025 fue cedido al F. K. Sarajevo hasta el final de la temporada.

## Estadísticas

### Clubes
Actualizado al último partido disputado el 31 de mayo de 2025.
| Club                                | Div.       | Temporada  | Liga  | Liga  | Liga   | Copas nacionales | Copas nacionales | Copas nacionales | Copas internacionales | Copas internacionales | Copas internacionales | Total | Total | Total  |
| Club                                | Div.       | Temporada  | Part. | Goles | Asist. | Part.            | Goles            | Asist.           | Part.                 | Goles                 | Asist.                | Part. | Goles | Asist. |
| ----------------------------------- | ---------- | ---------- | ----- | ----- | ------ | ---------------- | ---------------- | ---------------- | --------------------- | --------------------- | --------------------- | ----- | ----- | ------ |
| PAOK B · Grecia                     | 2.ª        | 2021-22    | 20    | 3     | 0      | —                | —                | —                | ―                     | ―                     | ―                     | 20    | 3     | 0      |
| PAOK B · Grecia                     | 2.ª        | 2022-23    | 18    | 5     | 1      | —                | —                | —                | ―                     | ―                     | ―                     | 18    | 5     | 1      |
| PAOK B · Grecia                     | 2.ª        | 2023-24    | 6     | 3     | 1      | —                | —                | —                | ―                     | ―                     | ―                     | 6     | 3     | 1      |
| PAOK B · Grecia                     | Total club | Total club | 44    | 11    | 2      | 0                | 0                | 0                | 0                     | 0                     | 0                     | 44    | 11    | 2      |
| PAOK de Salónica F. C. · Grecia     | 1.ª        | 2022-23    | 2     | 0     | 0      | —                | —                | —                | ―                     | ―                     | ―                     | 2     | 0     | 0      |
| PAOK de Salónica F. C. · Grecia     | Total club | Total club | 2     | 0     | 0      | 0                | 0                | 0                | 0                     | 0                     | 0                     | 2     | 0     | 0      |
| F. C. Dinamo Tiflis II Georgia      | 2.ª        | 2024       | 3     | 3     | 0      | 1                | 0                | 0                | ―                     | ―                     | ―                     | 4     | 3     | 0      |
| F. C. Dinamo Tiflis II Georgia      | Total club | Total club | 3     | 3     | 0      | 1                | 0                | 0                | 0                     | 0                     | 0                     | 4     | 3     | 0      |
| F. C. Dinamo Tiflis Georgia         | 1.ª        | 2024       | 23    | 6     | 0      | 3                | 0                | 0                | ―                     | ―                     | ―                     | 26    | 6     | 0      |
| F. C. Dinamo Tiflis Georgia         | Total club | Total club | 23    | 6     | 0      | 3                | 0                | 0                | 0                     | 0                     | 0                     | 26    | 6     | 0      |
| F. K. Sarajevo Bosnia y Herzegovina | 1.ª        | 2024-25    | 11    | 2     | 1      | 2                | 0                | 0                | ―                     | ―                     | ―                     | 13    | 2     | 1      |
| F. K. Sarajevo Bosnia y Herzegovina | Total club | Total club | 11    | 2     | 1      | 2                | 0                | 0                | 0                     | 0                     | 0                     | 13    | 2     | 1      |
| Total club                          | Total club | Total club | 83    | 22    | 3      | 6                | 0                | 0                | 0                     | 0                     | 0                     | 89    | 22    | 3      |